# Gyrophaena manca
Gyrophaena manca  (лат.) — вид жуков-стафилинид рода Gyrophaena из трибы Homalotini (подсемейство Aleocharinae). Евразия.

## Распространение
Палеарктика: Европа, Россия (включая Сибирь), Кавказ, Украина.

## Описание
Мелкие коротконадкрылые жуки. Длина тела от 1,3 до 1,6 мм, форма овальная, дорзо-вентрально сплющенная. Окраска желтовато-коричневая (голова чёрная, переднеспинка, надкрылья и брюшко темно-коричневые; усики и ноги жёлтые, иногда светло-коричневые). Имаго активны с июня по сентябрь. Личинки и взрослые жуки питаются грибами (облигатные микофаги), в которых живут, питаются и размножаются, откладывают яйца. Поедают споры, базидии и гифы грибницы. Голова широкая, сильно поперечная. Глаза относительно крупные, выступающие (за глазами голова суженная). Язычок длинный и узкий. Губные щупики 2-члениковые. Переднеспинка уже надкрылий. Задние лапки 5-члениковые, а лапки передних и средних состоят из 4 сегментов (формула лапок: 4-5-5).